# 平田岳史
平田 岳史（ひらた たかふみ、1962年6月17日 - ） は、日本の化学者。東京大学大学院理学系研究科教授。元日本地球化学会副会長。

## 人物・経歴
兵庫県丹波市柏原町新町出身。1981年、兵庫県立柏原高等学校卒業。1985年、東京理科大学理学部化学科卒業。1990年、東京大学大学院理学系研究科化学専門課程博士課程修了、理学博士。通商産業省入省、工業技術院地質調査所入所。東京工業大学理学部助手、サウサンプトン大学客員研究員、東京工業大学大学院理工学研究科地球惑星科学専攻准教授、東京大学海洋研究所国際沿岸海洋研究センター客員准教授を経て、2009年、京都大学大学院理学研究科地球惑星科学専攻教授。2016年、東京大学大学院理学系研究科附属地殻化学実験施設教授、日本地球化学会副会長。

## 受賞
- 1989年 英国プラズマ分光研究会Alan Date Memorial Award[2]
- 1995年 日本地球化学会奨励賞[2]
- 2006年 日本質量分析学会論文賞[2]
- 2008年 日本地質学会論文賞[2]
- 2009年 日本地質学会優秀ポスター賞[2]
- 2011年 日本地質学会優秀ポスター賞[2]
- 2013年
  - Geochemical Journal Award 2012[2]
  - International Association of Geoanalysts Award[2]
- 2015年
  - Best Poster Award, European Association of Geochemistry Goldschmidt Conference[2]
  - 日本地質学会論文賞[2]
  - Island Arc Most Downloaded Award[2]
- 2017年 日本質量分析学会会誌賞[2]
- 2019年 日本地球化学会賞[2]